# Elektrociepłownia Zduńska Wola
Elektrociepłownia Zduńska Wola – elektrociepłownia znajdująca się w Zduńskiej Woli w województwie łódzkim.

## Historia
- 1982 – wydzielenie Elektrociepłowni Zduńska Wola w Budowie z Przedsiębiorstwa Materiałów Izolacji Wodoszczelnej „Izolacja” w budowie i uzyskanie osobowości prawnej
- 1992 – na mocy decyzji Wojewody Sieradzkiego przedsiębiorstwo zostaje przekazane miastu Zduńska Wola i funkcjonuje jako przedsiębiorstwo państwowe użyteczności publicznej
- 1997 – przekształcenie przedsiębiorstwa w spółkę z ograniczoną odpowiedzialnością, której wszystkie udziały stanowią własność miasta Zduńska Wola
- 2000 – na mocy aktu notarialnego przeniesienie własności udziałów na Skarb Państwa
- 2006 – sprzedaż 85% udziałów Skarbu Państwa firmie SFW Energia Sp. z o.o., który stał się głównym udziałowcem elektrociepłowni

## Dane techniczne
Elektrociepłownia eksploatuje obecnie:
- 3 kotły parowe OR 32/80 współpracujące w układzie kolektorowym z turbiną przeciwprężną TG1 o mocy zainstalowanej 6,6 MW i drugą turbiną TG2 o mocy zainstalowanej 2,24 MW,
- 1 kocioł wodny WR 25.

Paliwem jest miał węgla kamiennego o średniej wartości opałowej.
Moc zainstalowana w Elektrociepłowni Zduńska Wola w 2005:
- termiczna (cieplna): 103 MW,
- elektryczna: 8,84 MW.

Odbiorcą ciepłej wody są, za pośrednictwem firmy Miejskie Sieci Cieplne w Zduńskiej Woli Sp. z o.o., mieszkańcy miasta. Odbiorcami pary wodnej o ciśnieniu 0,9 MPa i temperaturze 190 °C są zakłady przemysłowe wykorzystujące parę w procesach technologicznych. Głównym odbiorcą energii elektrycznej wytworzonej w układzie skojarzonym jest Zakład Energetyczny Łódź Teren S.A. oraz przedsiębiorstwo PKP Energetyka Sp. z o.o.

## Emisja stacji radiowych
Z komina elektrociepłowni nadawane są analogowe programy radiowe w paśmie UKF:
| Częstotliwość | Program                      | Moc ERP |
| ------------- | ---------------------------- | ------- |
| 92,1 MHz      | Nasze Radio... Nostalgicznie | 4,0 kW  |
| 105,4 Mhz     | TOK FM                       | 2,0 kW  |